# Bitwa o zamek Itter
Bitwa o zamek Itter – potyczka stoczona pod koniec II wojny światowej, w której atak oddziałów Waffen-SS był odpierany wspólnie przez siły amerykańskie i żołnierzy Wehrmachtu. Została stoczona 5 maja 1945 roku w zamku Itter w Tyrolu.

## Tło historyczne
W czasie II wojny światowej położony w Tyrolu zamek Itter (niem. Schloss Itter), zbudowany w XII wieku, pełnił funkcję więzienia dla francuskich przywódców. Uwięzieni w nim byli między innymi byli premierzy Francji Édouard Daladier i Paul Reynaud, generałowie Maurice Gamelin i Maxime Weygand, a także Jean Borotra, André François-Poncet, Michel Clemenceau, Albert Lebrun i Marie-Agnès de Gaulle. Administracyjnie należał do obozu koncentracyjnego Dachau.

## Bitwa
Zamek został wyzwolony 4 maja 1945 przez oddziały amerykańskiej 103 Dywizji Piechoty. Po wyzwoleniu zamku dołączyły do nich elementy 23 Batalionu Czołgowego amerykańskiej 12 Dywizji Pancernej. Dzień później zamek został zaatakowany przez oddziały 17 Dywizji Grenadierów Pancernych SS „Götz von Berlichingen”. Planowali oni odbić zamek i zabić jeńców. Po stronie amerykańskich obrońców stanęli wyzwoleni francuscy więźniowie i towarzyszące im kobiety oraz kilkunastu żołnierzy Wehrmachtu z majorem Josefem Ganglem na czele. Wśród obrońców było przynajmniej dwóch Polaków lub osób pochodzenia polskiego, w tym kapral Edward „Stinky” Szymczyk, który był operatorem armaty czołgowej.
W trakcie zaciętych walk około 100–150 esesmanów zyskało przewagę ogniową i materialną i było bliskich zdobycia zamku, do czego nie doszło dzięki nadejściu odsieczy oddziałów amerykańskich. Dowódcą obrońców zamku był kapitan John C. „Jack” Lee Jr. W trakcie oblężenia zginął major Gangl, zastrzelony przez strzelca wyborowego.

## Upamiętnienie
Zespół Sabaton napisał utwór o tym wydarzeniu pod tytułem „The Last Battle” z albumu The Last Stand.